# ابن کیزانی
ابوعبدالله محمد بن ابراهیم انصاری شهرت‌یافته به ابن کیزانی (؟ - ۱۱۶۷م) (نسب: محمد بن ابراهیم بن ثابت بن ابراهیم) فقیه، محدث، صوفی و ادیب مصری بود. «الرقائق» و «ملیک الخُطَب» از آثار اوست.